# Валду Машаду
Валду Машаду (порт. Waldo Machado, 9 вересня 1934, Нітерой — 25 лютого 2019, Бурджасот) — бразильський футболіст, що грав на позиції нападника. Виступав, зокрема, за клуби «Флуміненсе» та «Валенсія», а також національну збірну Бразилії. Переможець Ліги Каріока. Володар Кубка Іспанії. Дворазовий володар Кубка ярмарків.

## Клубна кар'єра
У дорослому футболі дебютував 1953 року виступами за команду клубу «Мадурейра». Своєю грою за цю команду привернув увагу представників тренерського штабу клубу «Флуміненсе», до складу якого приєднався 1954 року. Відіграв за команду з Ріо-де-Жанейро наступні вісім сезонів своєї ігрової кар'єри. Більшість часу, проведеного у складі «Флуміненсе», був основним гравцем атакувальної ланки команди. У складі «Флуміненсе» був одним з головних бомбардирів команди, маючи середню результативність на рівні 0,78 голу за гру першості.
1962 року уклав контракт з клубом «Валенсія», у складі якого провів наступні сім років своєї кар'єри гравця. Граючи у складі «Валенсії» також здебільшого виходив на поле в основному складі команди. В новому клубі був серед найкращих голеодорів, відзначаючись забитим голом в середньому щонайменше у кожній другій грі чемпіонату. За цей час виборов титул володаря Кубка Іспанії, ставав володарем Кубка ярмарків.
Завершив професійну ігрову кар'єру у клубі «Еркулес», за команду якого виступав протягом 1970—1971 років.
Помер 25 лютого 2019 року на 85-му році життя у місті Бурджасот.

## Виступи за збірну
1960 року дебютував в офіційних матчах у складі національної збірної Бразилії. Протягом кар'єри у національній команді, яка тривала 1 рік, провів у формі головної команди країни 5 матчів, забивши 2 голи.
| Дата      | Місто          | Господарі | Результат | Гості     | Турнір                    | Голи | Примітки |
| --------- | -------------- | --------- | --------- | --------- | ------------------------- | ---- | -------- |
| 10-5-1960 | Есб'єрг        | Данія     | 3 – 4     | Бразилія  | товариський матч          | -    |          |
| 29-6-1960 | Ріо-де-Жанейро | Бразилія  | 4 – 0     | Чилі      | товариський матч          | 2    |          |
| 29-6-1960 | Асунсьйон      | Парагвай  | 2 – 1     | Бразилія  | Кубок Атлантики з футболу | -    |          |
| 12-7-1960 | Ріо-де-Жанейро | Бразилія  | 5 – 1     | Аргентина | Кубок Атлантики з футболу | -    |          |
| Усього    |                | Матчів    | 5         |           | Голів                     | 2    |          |

## Титули і досягнення

### Командні
- Переможець Ліги Каріока (1):

«Флуміненсе»: 1959
- Володар Кубка Іспанії (1):

«Валенсія»: 1966–1967
- Володар Кубка ярмарків (2):

«Валенсія»: 1961–1962, 1962–1963

### Особисті
- Найкращий бомбардир Ліги Каріока: 1956 (22)
- Трофей Пічічі: 1967 (24)
- Найкращий бомбардир Кубка ярмарків (3): 1961–1962, 1962–1963, 1963–1964